# Berré
Berré je priimek več oseb:    
- François de Berré, francoski rimskokatoliški nadškof
- Marcel Berré, belgijski sabljač